# Cratere Imgr
Imgr  è un cratere sulla superficie di Marte.